# Dragan Mrđa
Dragan Mrđa (født 23. januar 1984) er en serbisk fodboldspiller.

## Serbiens fodboldlandshold
| Serbiens landshold | Serbiens landshold | Serbiens landshold |
| År                 | Kmp                | Mål                |
| ------------------ | ------------------ | ------------------ |
| 2008               | 2                  | 0                  |
| 2009               | 0                  | 0                  |
| 2010               | 7                  | 2                  |
| 2011               | 3                  | 0                  |
| 2012               | 0                  | 0                  |
| 2013               | 0                  | 0                  |
| 2014               | 2                  | 0                  |
| Total              | 14                 | 2                  |